# Casa di Epidius Primus

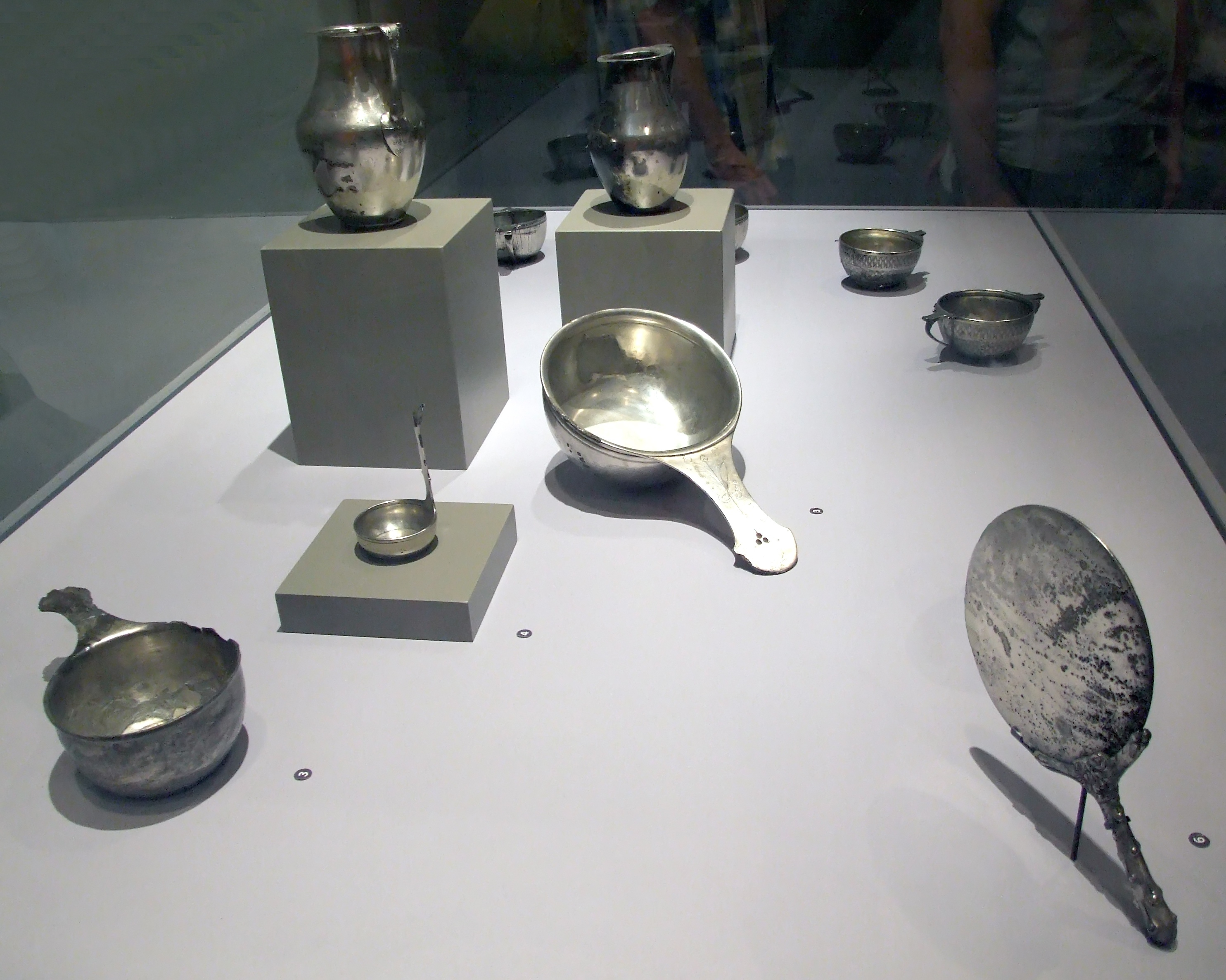
Silbergeschirr aus dem Haus

Die Casa di Epidius Primus (Haus des Epidius Primus) ist ein Wohnhaus in Pompeji (I 8, 14), das von 1938 bis 1941 von Amedeo Maiuri ausgegraben wurde. Das moderat große Haus ist vor allem im 4. Stil ausgemalt und der Fundort zahlreicher Objekte.

## Beschreibung
Das Haus wird über die Fauces betreten, besitzt ein Atrium und weitere, anschließende Räume. Im Atrium fand sich eine Amphora mit einem längeren Text, der eine Getreidefracht von Ostia nach Pompeji notiert. Ein Raum im hinteren Teil des Hauses zeigt eine einfache, aber vergleichsweise gut erhaltene Malerei im 4. Stil. Man sieht hier gelbe und rote Felder in der Hauptzone und leichte Architekturen in der Oberzone. Die Malereien in den anderen Räumen sind heute zum größten Teil verschwunden.
In den Fauces fanden sich in den Resten einer hölzernen Truhe goldener Schmuck sowie zwei silberne Spiegel und diverses silbernes Geschirr. Im Atrium kamen unter anderem zahlreiche Werkzeuge und Teile von Pferdegeschirr und Zaumzeug zu Tage.